# Dissezione (matematica)
In matematica è definito dissezione l'atto di dividere un poligono in un numero finito di parti e ricomporre queste ultime a formare un altro poligono, di ugual area. Il teorema di Bolyai-Gerwien afferma che due poligoni aventi la stessa area sono equiscomponibili, ossia possono essere suddivisi in un numero finito di parti a due a due congruenti.
Ad esempio, è possibile dividere un quadrato in soli quattro pezzi per formare un triangolo equilatero come mostrato in figura:

Dissezione di un quadrato in un triangolo equilatero di area uguale

Nel 1988 è stato provato che un cerchio può essere ricomposto in un quadrato con un numero finito di dissezioni (circa {\displaystyle 10^{50}}) 
Attualmente sono conosciute un gran numero di dissezioni per quanto riguarda i poligoni regolari, che consentono di trasformare quadrati, pentagoni, esagoni, ettagoni, ottagoni, ennagoni, decagoni e dodecagoni in altri poligoni regolari. Altre dissezioni conosciute sono quelle che consentono di trasformare stelle e croci in poligoni regolari.